# Млиник (Островський повіт)
Млиник (пол. Młynik) — село в Польщі, у гміні Сосне Островського повіту Великопольського воєводства.
Населення — 114 осіб (2011).

## Демографія
Демографічна структура станом на 31 березня 2011 року:
|          | Загалом | Допрацездатний вік | Працездатний вік | Постпрацездатний вік |
| -------- | ------- | ------------------ | ---------------- | -------------------- |
| Чоловіки | 58      | 13                 | 42               | 3                    |
| Жінки    | 56      | 15                 | 34               | 7                    |
| Разом    | 114     | 28                 | 76               | 10                   |